# Batis ituriensis
Batis ituriensis là một loài chim trong họ Platysteiridae.